# Rhampsinitus silvaticus
Rhampsinitus silvaticus is een hooiwagen uit de familie echte hooiwagens (Phalangiidae).